# Akira Rabelais
Akira Rabelais (* 28. März 1966 in Texas) ist ein US-amerikanischer Musiker, Komponist und Softwareentwickler. Stilistisch ist er besonders im Bereich experimenteller elektronischer Musik (Clicks & Cuts, lowercase) aktiv.

## Leben
Der in Texas aufgewachsene Rabelais spielte in den 1980er Jahren in verschiedenen Austiner Bands Gitarre, bevor er sich der elektronischen Musik zuwandte. Er studierte am Bennington College in Bennington, Vermont, und am  California Institute of the Arts in Valencia, Kalifornien.
1999 erschien auf dem Mille-Plateaux-Tochterlabel Ritornell sein Debütalbum Elongated Pentagonal Pyramid mit experimenteller elektronischer Musik. Ebenfalls auf Ritornell erschien 2001 das zweite Album Eisoptrophobia. Auf diesem bearbeitete und verfremdete Rabelais Aufnahmen klassischer Klavierstücke von Béla Bartók und Erik Satie.
Es folgten Alben auf Labeln wie Orthlorng Musork, Samadhisound, En/Of und Schoolmap. Rabelais arbeitete mit Künstlern wie Ekkehard Ehlers, David Sylvian, Harold Budd, Daniel Menche und Björk zusammen.
Neben seiner Musik entwickelt Rabelais auch Musiksoftware. Die bekannteste ist Argeïphontes Lyre, die unter anderem von Musikern und Klangkünstlern wie Stephan Mathieu, Kim Cascone, Terre Thaemlitz und Scanner genutzt wurde.
Rabelais lebt und arbeitet im kalifornischen Los Angeles.

## Werke

### Alben
- 1999: Akira Rabelais – Elongated Pentagonal Pyramid (Ritornell)
- 2001: Akira Rabelais – Eisoptrophobia (Ritornell)
- 2003: Akira Rabelais – ...Bénédiction, Draw (Orthlorng Musork)
- 2004: Akira Rabelais – Spellewauerynsherde (Samadhisound)
- 2005: Akira Rabelais – A.M. Station (En/Of)
- 2008: Akira Rabelais – Hollywood (Schoolmap)
- 2010: Akira Rabelais – Caduceus (Samadhisound)
- 2015: Akira Rabelais – The Little Glas (self-released)
- 2016: Kassel Jaeger / Stephan Mathieu / Akira Rabelais – Zauberberg (Shelter Press)
- 2019: Akira Rabelais – CXVI (Boomkat Editions)
- 2020: Akira Rabelais – Context in the Moment (Boomkat Editions)
- 2021: Akira Rabelais – À La Recherche Du Temps Perdu (Argeïphontes)

### Singles & EPs
- 2000: Akira Rabelais – (Void) (Fällt)
- 2002: Akira Rabelais – Y Si El Alma Sa Me Cayó Por Qué Ma Sigue Es Esqeleto? (Tu M'p3)
- 2003: Akira Rabelais / Nobukazu Takemura – Variation Moth / Deviazione (Moonlit)
- 2005: Akira Rabelais – Blue Sky (Tu M'p3)
- 2014: Akira Rabelais – CAA—17 (Cyland Audio Archive)
- 2020: Felicia Atkinson, Takuma Watanabe, Akira Rabelais – Mada Kokoni Iru Original Soundtrack Recomposed (Inpartmaint Inc.)